# Clossiana myrissa
Clossiana myrissa är en fjärilsart som beskrevs av Jean Baptiste Godart. Clossiana myrissa ingår i släktet Clossiana och familjen praktfjärilar. Inga underarter finns listade i Catalogue of Life.